# Gabriel Jolivet
Jean Gabriel "Conejo" Jolivet (Santo Domingo, República Dominicana, 28 de febrero de 1958) es un guitarrista de rock argentino, nacido en Santo Domingo, República Dominicana. Es mayormente conocido por haber sido uno de los primeros guitarristas de la banda platense Patricio Rey y sus Redonditos de Ricota, en el año 1978. Tocó también en Pappo's Blues y Dulces 16.
En su edición de septiembre de 2012, de la revista Rolling Stone, posicionó a Jolivet en el puesto número 28, de Los cien mejores guitarristas del rock argentino.

## Biografía
Jolivet nació en República Dominicana, cuando su padre, el reconocido periodista y empresario René Jean Jolivet; abrió la televisión de ese país caribeño en 1958, como conductor y locutor experimentado, junto a su madre, Lia Perez, quienes tiempo después retornan a su país de origen. Jean Gabriel tiene un hermano y cuatro hermanastros más: Fabián, (nacido en Argentina, hermano) Sergio y Andrea (nacidos en Uruguay) y Beltrán, Rodrigo Jolivet (nacidos en España), son sus hermanastros.

### Carrera
Comenzó su carrera a la edad de 18 años, al integrar la primera formación de Patricio Rey en 1978 y al mismo tiempo ser parte de Pappo's Blues y de La Bluesbanda, para luego desvincularse en 1981 y pasar a formar la agrupación Dulces 16 con quienes toca desde el año 1979 hasta el año 1982 con producción propia, encargándose de todo el trabajo ejecutivo, alquileres de teatros, sonido, salas de ensayo, dirección musical e idea de estilo musical. La Banda graba en el estudio Del Cielito Records de Gustavo Gaury quien era socio del amigo de Jolivet: David Lebón, esta grabación llega a oídos de Daniel Grinbank, con quién coproducen el primer disco de la banda, se separa Conejo Jolivet al no coincidir en el manejo poco acertado de parte del empresario y al ver el descontrol de parte de los demás miembros de la banda que sigue en DG Discos, pese a la falta de pago de las unidades vendidas de este primer disco, el cual tiene gran difusión y vende 25.000 copias, siguen con Grinbank en un 2.º disco y se disuelven por el fracaso de esta última grabación.

### Dulces 16
Esta banda había sufrido a la policía en épocas de plomo de la dictadura militar, "Conejo" Jolivet soportó numerosas detenciones debido a estas actividades musicales y de producción, al pegar los carteles de los conciertos en la calle, al descargar equipos en la sala de ensayo, varias veces junto al público fueron todos detenidos y trasladados a comisaría. La inclusión de Fernando Moya como mánager, es debida a Néstor Vetere, bajista de los Dulces 16, este amigo de Néstor es presentado a Conejo Jolivet, quién hacía todo: desde tocar hasta cobrar las entradas, pasando por ir a buscar patrocinadores de la publicidad, imprimir los carteles y los flyers (su amigo El Doce del famoso Sultán de los Redondos trabajaba en Xerox y le regala miles de copias de un original que confeccionan con logo y dibujos de la banda) repartiendo la publicidad en mano por las calles de la ciudad.
Conejo quién siempre manejó los números no está de acuerdo con este desmanejo y al no contar con el apoyo de sus compañeros ni de Moya quién se une a la troupe de la oficina de Daniel Grinbank y a su máxima: "Los músicos pasan los mánagers quedan"... Estos empresarios nunca pagaron los discos y casetes vendidos por miles de la banda. Dadas las circunstancias, se desliga de la banda y viaja a España en 1983  no sin antes grabar en el disco de la banda Plus en la cual milita su amigo el guitarrísta el blusero León Vanela, con quién formara los Dulces 16 y la Bluesbanda, (siendo también compañeros en Patricio Rey y sus Redonditos de Ricota en 1978).

### Exilio y retorno
En 1983 viaja a España y forma parte de la banda de Antonio Flores, hijo de Lola Flores junto a Miguel Vilanova y su hermano Fabian Jolivet en batería, producida por Ariel Roth, llamada "Pistones". Transita todos los puntos cardinales de España en más de 30 show ese verano, y graban la música de la película Colegas, la cual gana el Festival de Huelva como mejor banda de sonido.
En 1984 vuelve a Argentina y participa en la banda solista de Diana Nylon junto a Rick Moruchovich, hacen algunos shows en la capital y se separa por no gustarle el pop de esta solista. Cuando Walter Sidotti y Luís Mayol se enteran de que Jolivet estaba en el país ibérico, lo contactaron para integrase en el conjunto Flor de Mambo. Pero Sidotti volvió a Buenos Aires al poco tiempo, por lo que trajeron a Peter Kunst en su reemplazo, cambian el nombre de la banda a Tao De King, grabando así el álbum homónimo Tao de King, con diseño de portada de Rocambole y la participación de Gonzalo Palacios en el saxofón.

### Carrera solista
Vuelve a Argentina en 2007 y toca con numerosos artistas: En el Teatro Metropolitan con Javier Vargas de España y La Vargas Blues Band, con Claudio Gabis y Alejandro Medina también invitados. Con Heroicos Sobrevivientes en Niceto en dos oportunidades, Con Dulces 16 vuelve a las andadas y es invitado por el hijo de Pappo Luciano Napolitano quién le dice que sueña con Pappo (su padre, quien le manda a invitar a Conejo Jolivet al homenaje) junto a artistas como: La Renga, El Tri (de Méjico), Alejandro Medina, etc en Lujan en el año 2008. Gira con varias bandas de homenaje a los Redondos por todo el país y graba con la banda Rey Sonámbulo como productor junto a Walter Sidotti en batería. Participa en todos los homenajes a Pappo en La Plaza de Pappo, con La Renga, Alambre Gonzalez,  Ciro Fogliatta. En 2012 graba junto a Edelmiro Molinari en su disco "Contacto" en donde participan también, Chizzo de La Renga, Skay Beilinson, Uki Tolosa (de La Fuente) etc. En 2013 se edita "En Vivo en Murcia" CD que grabó en España con Ciro Fogliatta, tecladista de  Los Gatos,  Polifemo,  Andrés Calamaro. Lo presentan en un show en Homero Concert de Palermo. En 2014 participa del homenaje a Vitico Beresiartua nombrado Ciudadano Ilustre del Tigre en el Teatro Nini Marshall junto a Viticus y muchos artistas renombre de la escena local. Con Viticus había tocado ya en España en el País Vasco en la ciudad de Bilbao y en Madrid en dos sendos shows de la gira española de la banda.  
http://entretenimiento.terra.com.ar/musica/emotivo-homenaje-a-un-grande-del-rock-el-canciller-vitico,f840122c8a2e5410VgnVCM3000009af154d0RCRD.html Archivado el 9 de octubre de 2015 en Wayback Machine.

### Actualidad
En 2013 Edelmiro lo llama para tocar en el Teatro Colonial de Avellaneda y luego en el Teatro BAUEN del hotel del mismo nombre.
Toca con Viticus en Madrid y en Bilbao (España) y cuando vuelve a Argentina en La Trastienda y en 2013 en el Homenaje a Víctor Bereciartúa en el que lo nombran Ciudadano Ilustre de Tigre tocando en el Teatro Niní Marshall.
Durante su carrera, participó de la grabación de varios álbumes de otros artistas y propios, Dulces 16 disco homónimo "Dulces 16 con gran repercución en 1980, como por ejemplo CD Club de Guitarras Callejeras de Eduardo Rogatti guitarrísta de León Gieco, "Tercer Infinito" CD de Celeste Carballo Escuela de Rock and Roll, de Plus, Y en el 2000 también... de Pajarito Zaguri, Mbugi de Mississippi Blues Band, Sacale el jugo y Banda de garage de Durazno de Gala, Tren de fugitivos y Alas rotas, de El Soldado Ciro Fogliatta "En Vivo en Murcia" 2002, CD Edelmiro Molinari "Contacto" en 2012, CD de DDS Después de Aquel Suceso CD independiente en 2007,  Alejandro Medina "Acústico"" Alejandro MEDINA ( primer unplugged emitido por Much MUSIC), toca con Javier Martínez un par de shows en los 90's, con Fabiana Cantilo lo mismo.
Ha tocado además con otros importantes músicos como: Ciro Fogliatta, Pajarito Zaguri, Pappo, Durazno de Gala, Mississippi Blues Band, Alejandro Medina, Claudio Gabis, Plus y Heroicos Sobrevivientes. Viticus 2013 en La Trastienda y 2014 en Teatro Nini Marshall de Tigre http://entretenimiento.terra.com.ar/musica/emotivo-homenaje-a-un-grande-del-rock-el-canciller-vitico,f840122c8a2e5410VgnVCM3000009af154d0RCRD.html Archivado el 9 de octubre de 2015 en Wayback Machine.